# 似小盘同盘吸虫
似小盘同盘吸虫（学名：Paramphistomum microbothrioides）为同盘科同盘属的动物。分布于美国以及中国大陆的新疆、广东等地，营寄生生活，终末宿主黄牛、绵羊、山羊以及寄生于瘤胃。